# Yaesu
Yaesu è un marchio internazionale con cui sono commercializzati apparati radioamatoriali.

## Storia
La storia ha avuto inizio nel 1959 con la fondazione dell'azienda giapponese Yaesu Musen Co., Ltd. da parte del radioamatore Sako Hasegawa (nominativo: JA1MP) a Tokyo. Il nome Yaesu deriva dal fatto che nei pressi della fabbrica ci fosse (e c'è ancora) una fermata della metropolitana denominata Yaesu. L'intento iniziale era quello di sviluppare apparecchi radio commerciali e radioamatoriali per il mercato giapponese, ma nel 1964 ci furono i primi accordi commerciali per l'esportazione in Australia e Germania. Negli anni sessanta e per parte degli anni settanta, venne distribuita anche in Italia, dove era presente con il marchio Sommerkamp. Questo perché era in atto un contingentamento di tutto ciò che era marchiato Made in Japan: la Yaesu superò questo limite effettuando un accordo con un ingegnere di Lugano il cui nome era per l'appunto Sommerkamp, al quale venivano inviati dal Giappone, gli apparati privi della mascherina frontale, che veniva apposta da Sommerkamp, tanto che chi possiede ancora apparati Sommerkamp noterà che gli strumenti di misura sull'apparato stesso, portavano la sigla Yaesu.
La Yaesu Musen ha acquistato il marchio "STANDARD" dalla Marantz nel 1998, cambiando il proprio nome in Vertex Standard Co., Ltd. L'azienda opera oggi in tutto il mondo con i marchi Yaesu, Vertex Standard, Standard Horizon e Sommerkamp (in Svizzera).

## Prodotti (parziale)

### Sistemi audio High-fidelity
- Yaesu YQ-41 (Quadrifonia stereo receiver) (1972)
- Yaesu YQ-41-IV (Quadrifonia stereo receiver) (1973)
- Yaesu YQ-60 (Quadrifonia stereo receiver) (1975)

### Riceventi

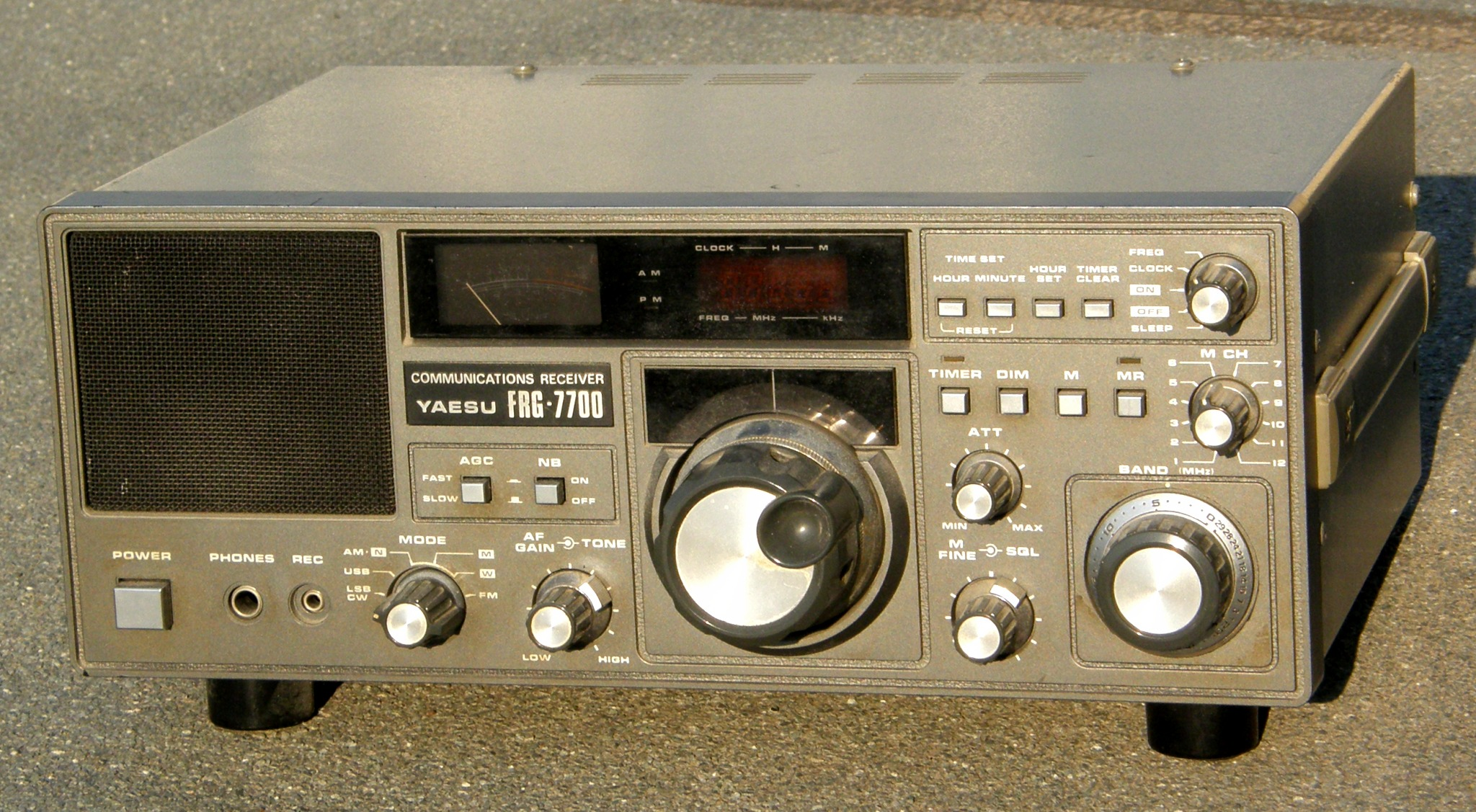
Yaesu FRG-7700

- FR-50(B) (HF amateur band receiver)
- FR-101 (HF amateur band receiver)
- FRdx-400 (HF amateur band receiver)
- FRdx-500 (HF amateur band receiver)
- FRG-7 (HF communications receiver)
- FRG-100 (HF communications receiver)
- FRG-7000 (HF communications receiver)
- FRG-7700 (HF communications receiver)
- FRG-8800 (HF communications receiver)
- FRG-9600 (VHF/UHF receiver/scanner)
- VR-120 (Hand-held wideband communications receiver)
- VR-500 (Hand-held wideband communications receiver)
- VR-5000 (Base wideband communications receiver)

### Ricetrasmittenti radioamatoriali in HF
- FT-1  (HF transceiver)
- FT-100 (HF transceiver)
- FT-101  (HF transceiver)
- FT-102 (HF transceiver)
- FT-107M (HF transceiver)
- FT-200 (HF transceiver)
- FT-201 (HF transceiver)
- FT-250 (HF transceiver)
- FT-301 (HF transceiver)
- FT-301D (HF transceiver)
- FT-DX-400 (HF transceiver)
- FT-450 (HF/VHF transceiver)
- FT-50 (HF transceiver)
- FT-600 (HF transceiver)
- FT-650 (HF transceiver)
- FT-7(B) (HF transceiver)
- FT-75 (HF transceiver)
- FT-77 (S) (HF transceiver)
- FT-707 (S) (HF transceiver)
- FT-710 (HF transceiver)
- FT-726R (HF/VHF/UHF transceiver)
- FT-757/GX (HF transceiver)
- FT-767/GX (HF transceiver)
- FT-817  (HF/VHF/UHF transceiver)
- FT-840 (HF transceiver)
- FT-847 (HF/VHF/UHF transceiver)
- FT-857  (HF/VHF/UHF transceiver)
- FT-890 (HF transceiver)
- FT-897  (HF/VHF/UHF transceiver)
- FT-901  (HF transceiver)
- FT-902  (HF transceiver)
- FT-920 (HF transceiver)
- FT-950 (HF transceiver)
- FT-990 (HF transceiver)
- FT-1000MP (HF transceiver)
- FT-1000/D (HF transceiver)
- FT-1200 (HF transceiver
- FT-2000 (HF/VHF transceiver)
- FTDX-1200 (HF/VHF transceiver)
- FTDX-3000 (HF/VHF transceiver)
- FTDX-5000 (HF/VHF transceiver)
- FT-8900R (HF/VHF/UHF transceiver)
- FTDX-9000 (HF/VHF transceiver)

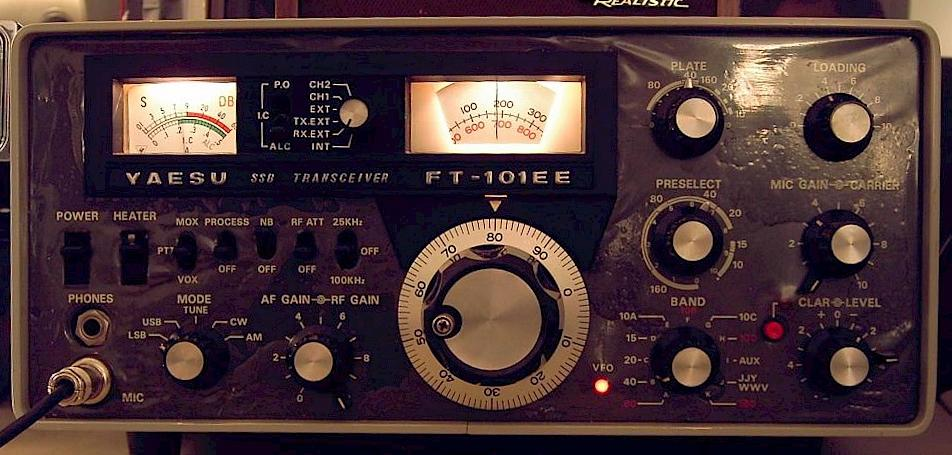
Yaesu FT-101EE

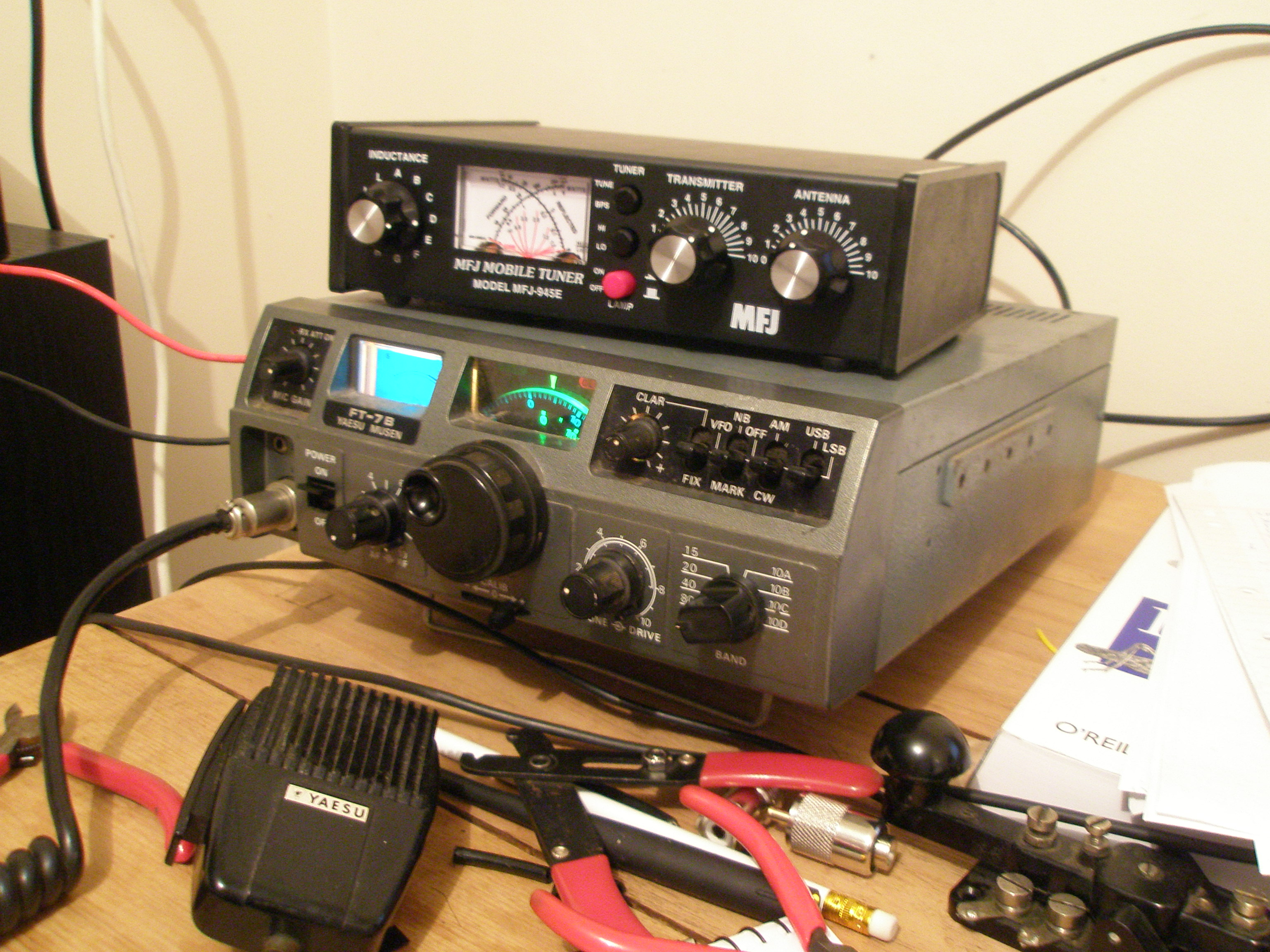
Yaesu FT-7B (bottom)

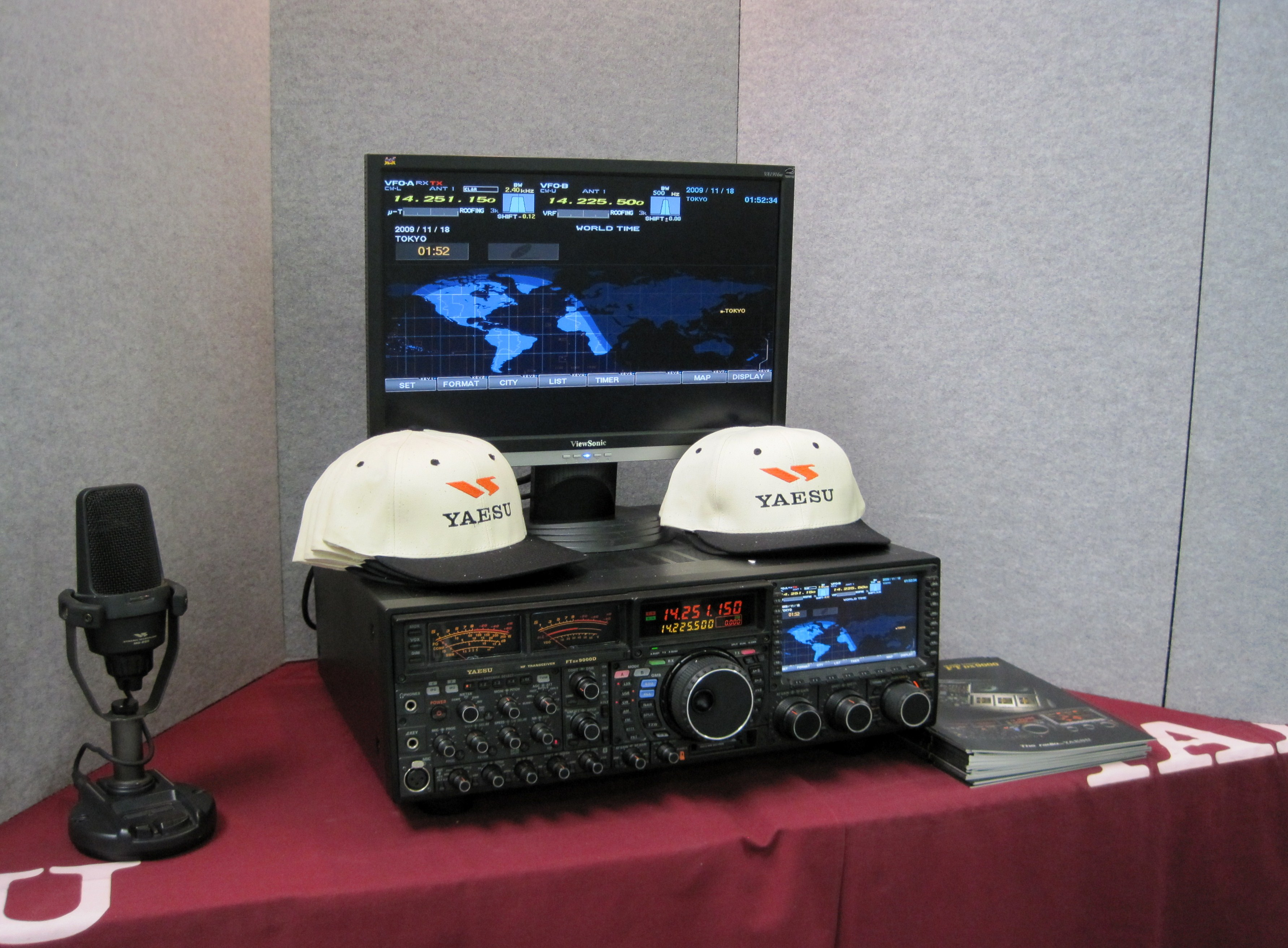
FT-DX9000D

- FTDX-9000 Contest (HF/VHF transceiver)
- FTDX-9000D (HF/VHF transceiver)
- FTDX-9000MP (HF/VHF transceiver)
- FTDX-10 (HF/VHF transceiver)
- FTDX-101D (HF/VHF transceiver)
- FTDX-101MP (HF/VHF transceiver)

### Ricetrasmittenti radioamatoriali in VHF/UHF

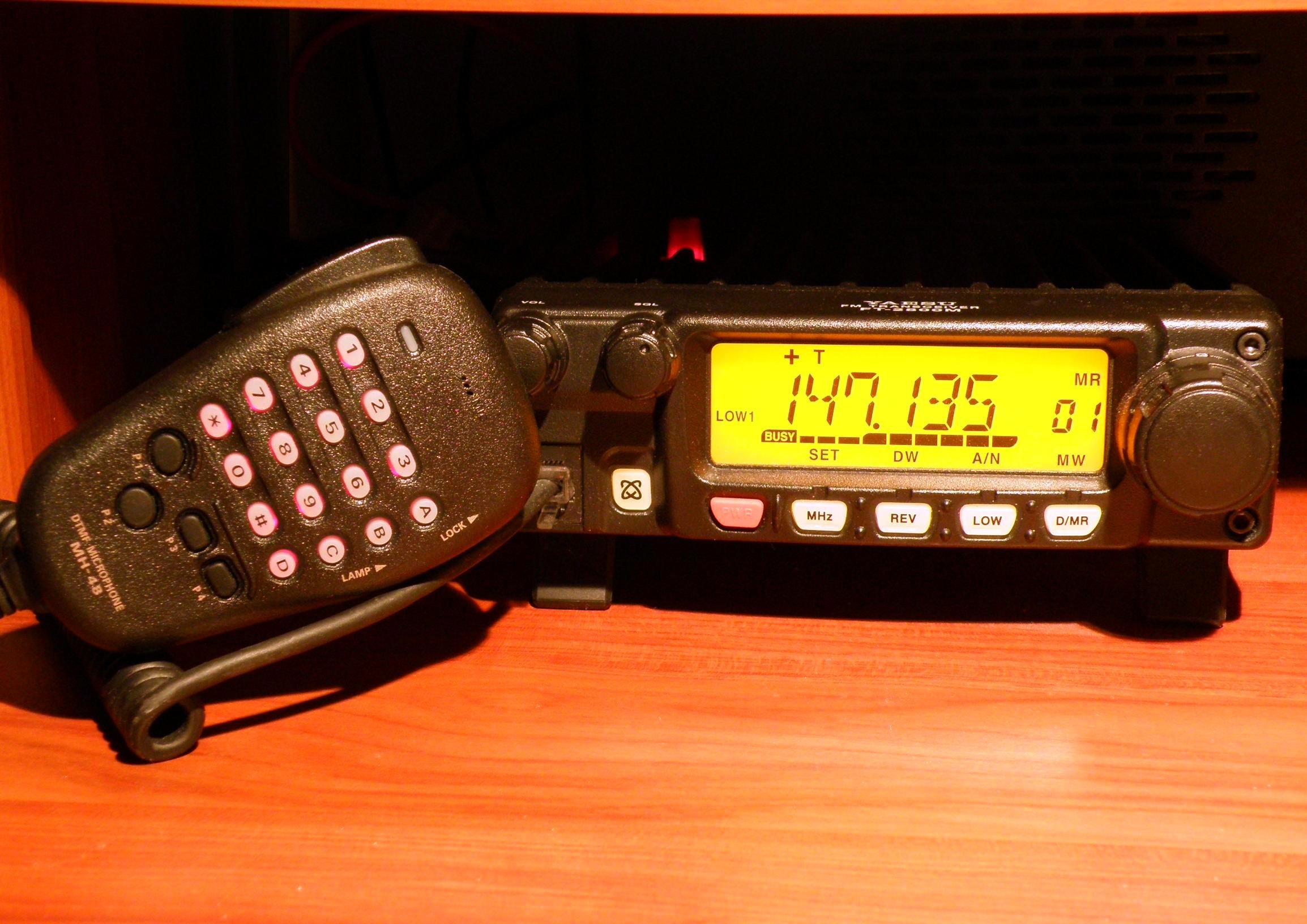
Yaesu FT-2800M

- FT-221  (VHF transceiver)
- FT-2800M (VHF transceiver)
- FT-1802M (VHF transceiver)
- FT-1907R (UHF transceiver)[1]
- FT-290R  (VHF transceiver)
- FT-2400 (VHF transceiver)
- FT-2900R (VHF transceiver)
- FTM-350R (VHF/UHF transceiver)
- FTM-400D (VHF/UHF transceiver)
- FT-690R  (50 MHz transceiver)
- FT-736R (VHF/UHF transceiver)
- FT-7800R (VHF/UHF transceiver)
- FT-8500 (VHF/UHF transceiver)
- FT-8800R (VHF/UHF transceiver)
- FT-90 (VHF/UHF transceiver)

### Ricetrasmittenti portatili in VHF/UHF

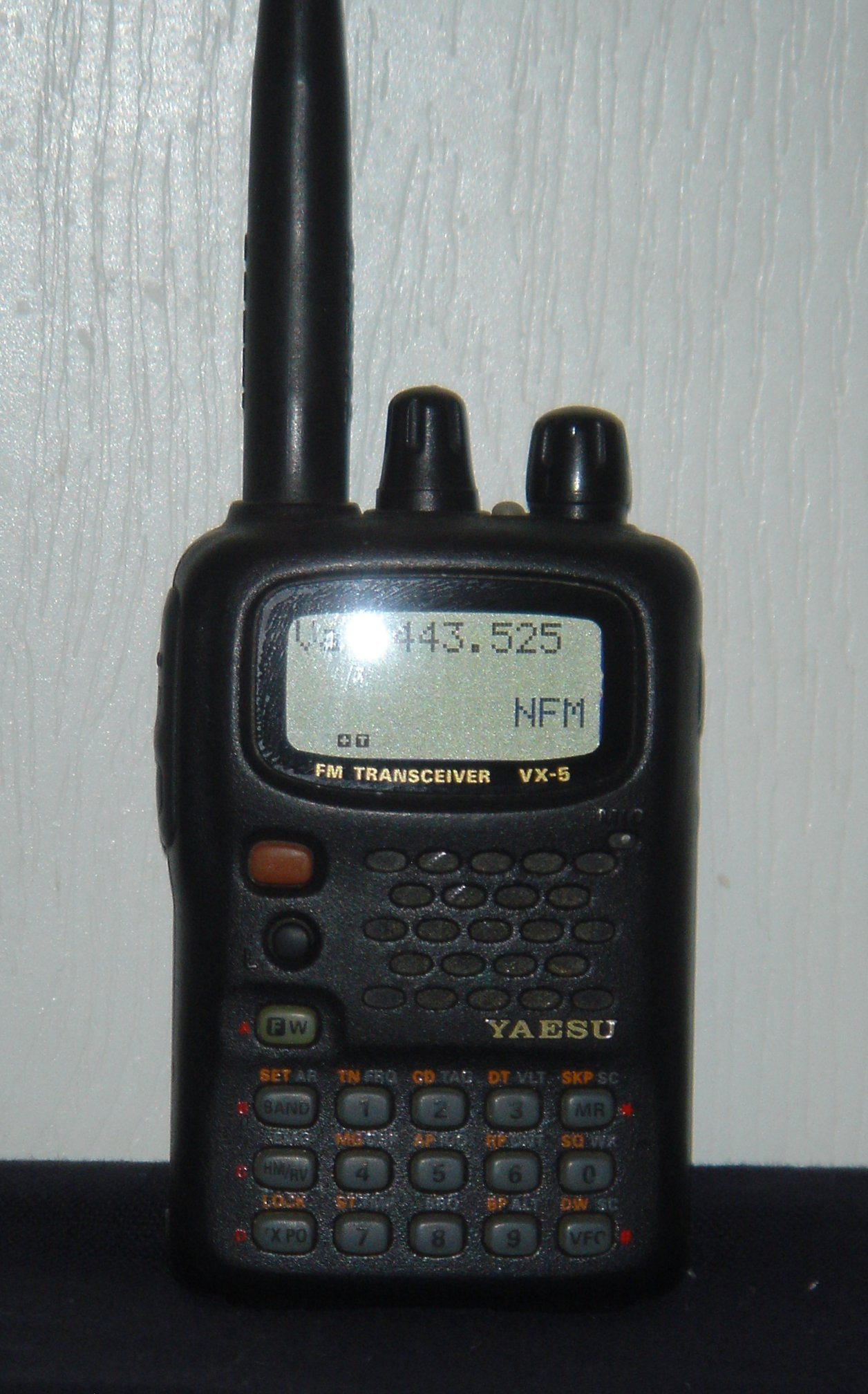
Yaesu VX-5R

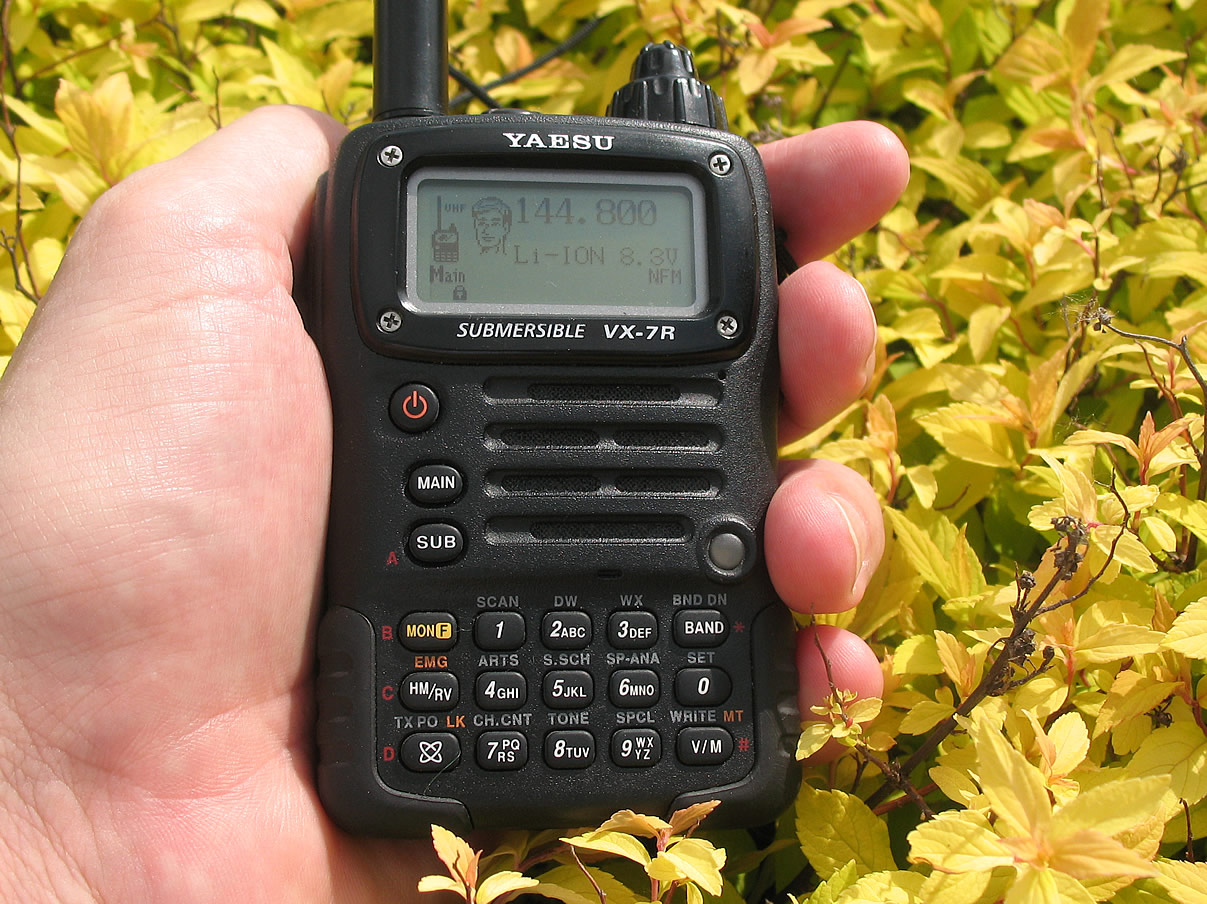
Yaesu VX-7R

- FT-50R (VHF/UHF transceiver)
- FT-250R (VHF transceiver)
- FT-270R (VHF transceiver)
- FT-277R (UHF transceiver)
- FT-51R (VHF/UHF transceiver)
- FT-60R (VHF/UHF transceiver)
- FT-73R  (UHF transceiver)
- VX-1R (VHF/UHF transceiver)
- VX-2R (VHF/UHF transceiver)
- VX-3R (VHF/UHF transceiver)
- VX-5R (VHF/UHF transceiver)
- VX-6R (VHF/UHF transceiver)
- VX-7R (VHF/UHF transceiver)
- VX-8R (VHF/UHF transceiver)
- VX-8DR (VHF/UHF transceiver)
- VX-8GR (VHF/UHF transceiver)
- VX-110 (VHF transceiver)
- VX-120 (VHF transceiver)
- VX-127 (UHF transceiver)
- VX-150 (VHF transceiver)
- VX-170 (VHF transceiver)
- VX-177 (UHF transceiver)
- VX-250 (VHF transceiver)
- VX-270 (VHF transceiver)
- FT-23 (VHF transceiver)
- FT-470 (VHF/UHF transceiver)
- FT1D (VHF/UHF transceiver)

### Rotori d'antenna
- G-1000DXA
- G-2800DXA
- G-450A
- G-550
- G-5400
- G-5500
- G-800
- G-800DXA
- G-800SA
- G-250
- G-400